# Zaphne borealis
Zaphne borealis är en tvåvingeart som först beskrevs av Malloch 1920.  Zaphne borealis ingår i släktet Zaphne och familjen blomsterflugor. Inga underarter finns listade i Catalogue of Life.